# Touizgui
Touizgui  (in arabo تويزكي‎?) è un centro abitato e comune rurale del Marocco situato nella provincia di Assa-Zag, regione di Guelmim-Oued Noun. Conta una popolazione di 5 022 abitanti (censimento 2014).